# Jadwiga Lipońska-Sajdak
Jadwiga Lipońska-Sajdak secundo voto Murzyn (ur. 26 stycznia 1944 w Sosnowcu) – polska historyk, specjalizująca się głównie w historii Górnego Śląska, a w szczególności Katowic, w latach 1981–2013 dyrektor Muzeum Historii Katowic.

## Życiorys
Do 1981 pracowała jako instruktor ds. czytelnictwa dzieci i młodzieży w Wojewódzkiej i Miejskiej Bibliotece Publicznej w Katowicach, gdzie od października 1980 była wiceprzewodniczącą Komisji Zakładowej NSZZ „Solidarność”. W wyniku konkursu od 1 kwietnia 1981 objęła stanowisko kierownika Muzeum Historii Katowic - oddziału Muzeum Górnośląskiego. W 1983, po usamodzielnieniu się Muzeum Historii Katowic, została jego dyrektorem.
Organizatorka Muzeum Historii Katowic i jego dyrektor przez ponad 30 lat (do 28 lutego 2013). Autorka wielu artykułów i publikacji zwartych na temat historii miasta Katowice. We wrześniu 1995 uhonorowana nagrodą prezydenta Katowic dla twórców kultury regionu, za wkład w popularyzowanie historii i kultury Śląska. W 2008 odznaczona srebrnym Medalem Opiekuna Miejsc Pamięci Narodowej, a w 2011 - Dyplomem i Medalem „Za pomoc i Współpracę” (decyzją Zarządu Głównego PTTK).

## Życie prywatne
Matka Natalii Kruszyny – historyka sztuki.

## Publikacje zwarte
- Konstanty Wolny 1877–1940 - marszałek Sejmu Śląskiego (1984)
- Album familijny (1993)
- Katowice wczoraj - Kattowitz gestern (1995)
- Generał Henri Le Rond. W 75 rocznicę III Powstania Śląskiego (1996)
- Konstanty Wolny marszałek Sejmu Śląskiego (1998)
- Korfanty w anegdocie (1998, 2009 - wyd. II)
- W zwierciadle mody (2000)
- Ewald Gawlik: z malarstwem przyszedłem na świat (2002), wspólnie z Haliną Gerlich i Jadwigą Pawlas-Kos
- Sztuka pogranicza na Górnym Śląsku w dobie II Rzeczypospolitej (2002), wspólnie z Barbarą Szczypką-Gwiazdą i Aleksandrą Krypczyk
- Dr Alfons Górnik - prezydent Katowic 1922-1928 (2002)
- Przechadzki historyczne po Katowicach (2003, 2013 - wyd. III)
- Gruss aus Kattowitz / Pozdrowienia z Katowic. Album pocztówek ze zbiorów Muzeum Historii Katowic (2004, 2008 - wyd. II), wspólnie z Zofią Szotą
- Fotografia ojczysta Józefa Dańdy (2005), wspólnie z Jackiem Mastalerzem
- Za progiem miejskiego domu w Katowicach w XIX i XX wieku (2010)
- Pod złotą gwiazdą. Karczmy, hotele, restauracje, kawiarnie dawnych Katowic (2015)